# Royal Stade mouscronnois
Dernière mise à jour : 14 octobre 2021.
Le Royal Stade Mouscronnois était un club de football belge localisé dans la commune de Mouscron. Fondé en 1922, il entre en 1964 dans une fusion avec l'Association Royale Athlétique Mouscronnoise pour former le Royal Excelsior Mouscron. Durant son Histoire, le matricule 508 a évolué 19 saisons dans les divisions nationales, dont 11 au troisième niveau.

## Histoire
Le Stade Mouscronnois est créé en 1922, peu après un autre cercle dans la même ville, l'Association Athlétique Mouscronnoise. Le « Stade » s'affilie à l'Union belge en 1925, et reçoit un an plus tard le matricule 508. Le club est versé dans les séries régionales de Flandre-Occidentale, Mouscron appartenant à cette province à l'époque. Il joue régulièrement contre l'autre club mouscronnois, et devient en 1938 le premier cercle de la ville à rejoindre les séries nationales. Le club y dispute une saison de Promotion, alors troisième niveau national, avant que le déclenchement de la Seconde Guerre mondiale n'interrompe les compétitions. Celles-ci reprennent en 1941, mais le club est relégué deux ans plus tard.
Après la fin du conflit, la fédération nationale décide d'annuler toutes les relégations subies pendant les championnats de guerre, ce qui permet au Stade mouscronnois de réintégrer la Promotion à l'entame de la saison 1945-1946. Le club y devient une des bonnes équipes de ce que l'on appelle pas encore le « sub-top » (juste sous les premiers), avec comme meilleur résultat une deuxième place en 1947, à égalité de points avec le SK Roeselare, déclaré champion pour avoir concédé moins de défaites. Les résultats deviennent moins bons au tournant des années 1950, et le club, devenu « Société royale » en 1951, est relégué en 1952 vers le nouveau quatrième niveau national qui hérite du nom de Promotion.
Le club se maintient au quatrième niveau durant quatre saisons. En 1955-1956, il termine treizième ex æquo avec Deinze. Un match de barrages est organisé entre les deux équipes pour déterminer laquelle sera quatorzième et reléguée en provinciales. Le Stade mouscronnois s'incline 1-0 et doit quitter les séries nationales après onze saisons consécutives de présence.
Le club revient en Promotion en 1959, et s'installe dans le milieu de classement pour ses deux premières saisons. En 1962, il termine deuxième à un point du vainqueur Zwevegem Sport. L'année suivante, il remporte sa série et remonte en Division 3. Il y dispute une saison, conclue à la huitième place. Ensuite, durant l'été 1964, les deux clubs mouscronnois décident de fusionner, et forment l'Excelsior Mouscron. Le club fusionné conserve le matricule 224 de l'ARA mouscronnoise, qui évoluait encore en provinciales, mais est autorisé à rester en Division 3. Le matricule 508 du Royal Stade mouscronnois est lui démissionné des listes de l'URBSFA.

## Résultats dans les divisions nationales

### Palmarès
- 1 fois champion de Belgique de Promotion en 1963

### Bilan
| Niv | Divisions     | Jouées | Titres | TM Up | TM Down |
| --- | ------------- | ------ | ------ | ----- | ------- |
| I   | 1re nationale | 0      | 0      |       |         |
| II  | 2e nationale  | 0      | 0      |       |         |
| III | 3e nationale  | 11     | 0      |       |         |
| IV  | 4e nationale  | 8      | 1      |       | 1       |
| V   | 5e nationale  | 0      | 0      |       |         |
|     |               |        |        |       |         |
|     | TOTAUX        | 19     | 1      | 0     | 1       |

- TM Up : test-match pour départager des égalités, ou toutes formes de Barrages ou de Tour final pour une montée éventuelle.
- TM Down : test-match pour départager des égalités, ou toutes formes de Barrages ou de Tour final pour le maintien.

### Classements saison par saison
| Ordre               | Saison  | Nom du club                                                  | Niveau                                                       | Classement final                                             | Remarques                                                    |
| ------------------- | ------- | ------------------------------------------------------------ | ------------------------------------------------------------ | ------------------------------------------------------------ | ------------------------------------------------------------ |
| 1                   | 1938-39 | Stade mouscronnois                                           | Promotion (D3) série C                                       | 11e/16                                                       |                                                              |
| 2                   | 1941-42 | Stade mouscronnois                                           | Promotion (D3) série A                                       | 8e/16                                                        |                                                              |
| 3                   | 1942-43 | Stade mouscronnois                                           | Promotion (D3) série D                                       | 14e/16                                                       | Relégué                                                      |
| séries régionales   |         |                                                              |                                                              |                                                              |                                                              |
| 4                   | 1945-46 | Stade mouscronnois                                           | Promotion (D3) série A                                       | 6e/16                                                        |                                                              |
| 5                   | 1946-47 | Stade mouscronnois                                           | Promotion (D3) série D                                       | 2e/16                                                        | [ saisons 1 ]                                                |
| 6                   | 1947-48 | Stade mouscronnois                                           | Promotion (D3) série A                                       | 6e/16                                                        |                                                              |
| 7                   | 1948-49 | Stade mouscronnois                                           | Promotion (D3) série B                                       | 3e/16                                                        |                                                              |
| 8                   | 1949-50 | Stade mouscronnois                                           | Promotion (D3) série A                                       | 9e/16                                                        |                                                              |
| 9                   | 1950-51 | Stade mouscronnois                                           | Promotion (D3) série B                                       | 9e/16                                                        |                                                              |
| 10                  | 1951-52 | R. Stade mouscronnois                                        | Promotion (D3) série B                                       | 13e/16                                                       | Relégué                                                      |
| 11                  | 1952-53 | R. Stade mouscronnois                                        | Promotion série A                                            | 12e/16                                                       |                                                              |
| 12                  | 1953-54 | R. Stade mouscronnois                                        | Promotion série D                                            | 5e/16                                                        |                                                              |
| 13                  | 1954-55 | R. Stade mouscronnois                                        | Promotion série C                                            | 6e/16                                                        |                                                              |
| 14                  | 1955-56 | R. Stade mouscronnois                                        | Promotion série A                                            | 14e/16                                                       | Relégué                                                      |
| séries provinciales |         |                                                              |                                                              |                                                              |                                                              |
| 15                  | 1959-60 | R. Stade mouscronnois                                        | Promotion série C                                            | 7e/16                                                        |                                                              |
| 16                  | 1960-61 | R. Stade mouscronnois                                        | Promotion série D                                            | 8e/16                                                        |                                                              |
| 17                  | 1961-62 | R. Stade mouscronnois                                        | Promotion série A                                            | 2e/16                                                        |                                                              |
| 18                  | 1962-63 | R. Stade mouscronnois                                        | Promotion série D                                            | 1er/16                                                       | Champion et promu                                            |
| 19                  | 1963-64 | R. Stade mouscronnois                                        | Division 3 série B                                           | 8e/16                                                        |                                                              |
| X                   | 1964    | Fusion avec l'ARA mouscronnoise, le matricule 508 est radié. | Fusion avec l'ARA mouscronnoise, le matricule 508 est radié. | Fusion avec l'ARA mouscronnoise, le matricule 508 est radié. | Fusion avec l'ARA mouscronnoise, le matricule 508 est radié. |